# Divertimento – Ein Orchester für alle
Divertimento – Ein Orchester für alle (Originaltitel: Divertimento) ist ein französischer Film von Marie-Castille Mention-Schaar aus dem Jahr 2023 über die französische Dirigentin Zahia Ziouani. 2023 wurde der Film mit dem Bernhard-Wicki-Preis des Internationalen Filmfestes Emden-Norderney ausgezeichnet.

## Inhalt
Zahia Zouani und ihre Zwillingsschwester Fettouma wachsen in einer französischen Arbeiterfamilie auf, die aus Algerien stammt. Da Vater und Mutter beide die klassische Musik lieben, sind sie mit sinfonischer Musik von Kindheit an vertraut. Fettouma hat eine klassische Ausbildung im Cellospiel. Zahia spielt Viola, hat aber den Traum, Orchesterdirigentin zu werden. Mit diesem Wunsch stößt sie im Konservatorium auf völliges Unverständnis. Es ist das Jahr 1995. Zu dieser Zeit war es für eine Frau fast undenkbar, ein Sinfonieorchester zu leiten und für eine Frau aus dem Seine-Saint-Denis, deren Familie aus dem Maghreb stammt, unmöglich.
Eine Begegnung mit dem Dirigenten Sergiu Celibidache im Sommer 1995 verändert ihr Leben. Celibidache, der nichts von einer Frau am Dirigentenpult hält, erkennt ihre Begabung und nimmt sie in seine Masterclass auf. Er fördert sie zwar, ermutigt sie, er fordert sie, ist dabei aber nicht zimperlich in der Wortwahl. Er hat Zweifel, ob sie stark genug ist, dem Druck, dem sie ausgesetzt sein wird, standzuhalten. Drei Jahre später gründet sie ihr eigenes Orchester, das Orchester Divertimento.

## Produktion und Veröffentlichung
Die Idee zu dem Film stammt von den beiden Produzenten Olivier Gastinel und Marc-Benoît Créancier, die Clara Bourreau mit dem Schreiben eines Drehbuch beauftragten, das sie dann Mention-Schaar vorlegten. 
Produziert wurde der Film von Easy Tiger und Estello Films in Zusammenarbeit mit France 2 mit einem Budget 4,4 Millionen Euro. Gedreht wurde der Film in der Île de France. 
Für die Kamerafrau, die Schauspielerin Naomi Amarger, die erst vier Kurzfilme gedreht hatte, war es der erste Langfilm.
Vorpremieren des Films war am 25. August 2022 auf dem Festival du film francophone d’Angoulême in der Reihe Les cinés & concerts mit anschließendem Konzert des Orchestre Métropolitain, dirigiert von Zahia Ziouani, am 10. Oktober 2022 am Filmfestival Lisula CineMusica de L’Île-Rousse (Korsika), am 11. Oktober 2022 am AmericanFrench Festival in Los Angeles, am 3. November 2022 am Festival du Film Français d’Helvétie (FFFH) und am 11. November 2022 am Festival Cinemania in Montreal Kinostart in Frankreich war der 25. Januar 2023. Der deutsche Kinostart erfolgte am 15. Juni 2023.
2023 brachte das Label Prokino innerhalb seiner Reihe „Musikfilme, Klassik und Ballett“ eine DVD, ergänzt um Interviews mit Zahia Ziouani und Oulaya Amamra, heraus.

## Kritik
Fanny Agostino, die Kritikerin des Schweizer Online-Journals Cineman, sieht den Film als einen weiteren Schritt der Regisseurin in ihrer Beschäftigung mit dem Thema „Determiniertheit der Frau“ (déterminisme féminin), allerdings versöhnlicher als in ihren vorhergehenden Filmen. Trotz seiner oft platten Dialoge und der zu schwarzweiß geratenen Darstellung der Diskrepanz zu den Pariser Banlieus, enthülle der Film die Schattenseiten einer konservativen und abgeschlossenen Welt der Instrumentalisten. Bedauerlich sei jedoch die Sentimentalität des Films, die Diskussionen zwischen der jungen Musikerin und dem alten Stardirigenten blieben zu abgehoben und „ein wenig patriarchal“.
Peter Gutting vom Filmportal Filmrezensionen.de schreibt, Regisseurin Marie-Castille Mention-Schaar verneige sich vor ihren Heldinnen, ohne sie auf ein Podest zu stellen. „Mit der sich steigernden Emotionalität des ebenso realistischen wie zauberhaften Films verhält es sich so wie mit dem Boléro von Maurice Ravel, der am Ende fast ganz ausgespielt wird. Die Einfühlung und Identifikation beginnt ganz zart und unscheinbar, steigert sich dann kontinuierlich und wird mit jeder Hürde, die sich den beiden in den Weg stellt, ein wenig berührender.“